# Borgo Santa Lucia

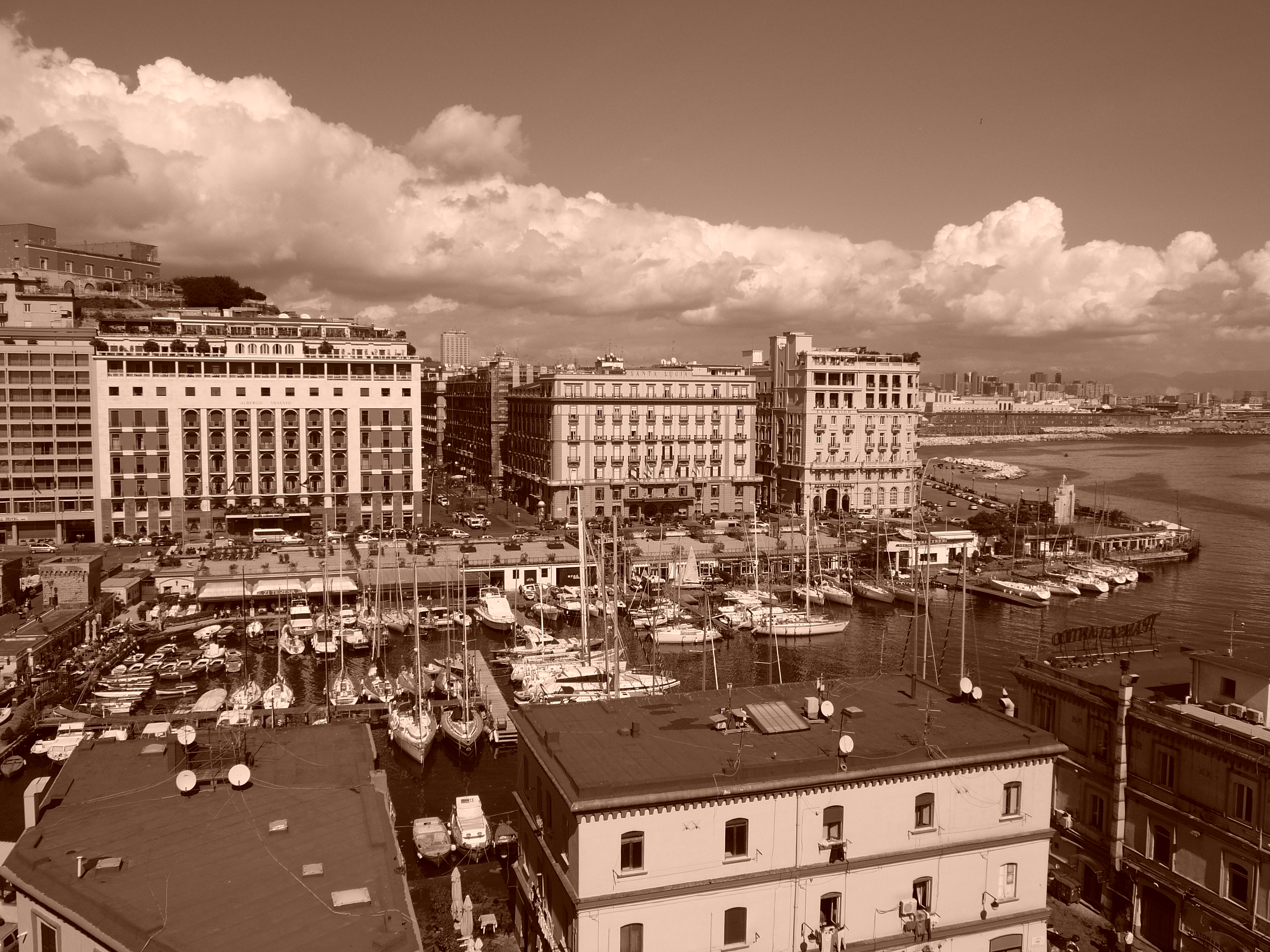
Hotels von Santa Lucia von der Insel Megaride aus gesehen

Borgo Santa Lucia (oder einfach Santa Lucia) ist ein historischer Ortsteil von Neapel, das zum Stadtteil San Ferdinando und zum Verwaltungsbezirk (Municipalità) I gehört.
Das Viertel ist nach der Kirche Santa Lucia a mare benannt. Es befindet sich an der Küste südlich der Altstadt von Neapel. Vor dem Viertel, mit einem Damm verbunden, liegt die Insel Megaride. 
Beim G7-Gipfel in Neapel 1994 waren Staatsgäste in den Luxushotels am Ufer des Borgo Santa Lucia untergebracht. 